# Canton de Vienne-1
Le canton de Vienne-1 est une circonscription électorale française du département de l'Isère.

## Histoire
Un nouveau découpage territorial de l'Isère entre en vigueur à l'occasion des élections départementales de 2015. Il est défini par le décret du 18 février 2014, en application des lois du 17 mai 2013 (loi organique 2013-402 et loi 2013-403). Les conseillers départementaux sont, à compter de ces élections, élus au scrutin majoritaire binominal mixte. Les électeurs de chaque canton élisent au Conseil départemental, nouvelle appellation du Conseil général, deux membres de sexe différent, qui se présentent en binôme de candidats. Les conseillers départementaux sont élus pour 6 ans au scrutin binominal majoritaire à deux tours, l'accès au second tour nécessitant 12,5 % des inscrits au 1er tour. En outre la totalité des conseillers départementaux est renouvelée. Ce nouveau mode de scrutin nécessite un redécoupage des cantons dont le nombre est divisé par deux avec arrondi à l'unité impaire supérieure si ce nombre n'est pas entier impair, assorti de conditions de seuils minimaux. Dans l'Isère, le nombre de cantons passe ainsi de 58 à 29.
Le canton de Vienne-1 est formé de communes des anciens cantons de Vienne-Nord (8 communes) et de Vienne-Sud (1 commune) et d'une fraction de la commune de Vienne. Le canton est entièrement inclus dans l'arrondissement de Vienne. Le bureau centralisateur est situé à Vienne.

## Représentation
| Période élective | Période élective | Mandat | Mandat   | Identité              | Nuance | Nuance | Qualité |
| ---------------- | ---------------- | ------ | -------- | --------------------- | ------ | ------ | --- |
| 2015             | 2021             | 2015   | 2021     | Erwann Binet          |        | PS     | Fonctionnaire de catégorie A Député (2012-2017) Ancien conseiller général du Canton de Vienne-Nord (2008-2015) Conseiller municipal de Vienne depuis 2020 |
| 2015             | 2021             | 2015   | 2021     | Carméla Lo Curto-Cino |        | PS     | Assistante sociale scolaire, conseillère municipale de Chasse-sur-Rhône, Première adjointe au Maire depuis 2020                                           |
| 2021             | 2028             | 2021   | en cours | Christophe Charles    |        | DVD    | Cadre, maire de Luzinay 11e vice-président chargé de l'action sociale, de l'insertion et du logement                                                      |
| 2021             | 2028             | 2021   | en cours | Martine Faïta         |        | UDI    | Maire de Pont-Évêque |

### Résultats détaillés

#### Élections de mars 2015
À l'issue du 1er tour des élections départementales de 2015, deux binômes sont en ballottage : Chantal Moussier et Adrien Rubagotti (FN, 31,12 %) et Erwann Binet et Carméla Lo Curto-Cino (Union de la Gauche, 27,57 %). Le taux de participation est de 45,3 % (12 046 votants sur 26 593 inscrits) contre 49,24 % au niveau départemental et 50,17 % au niveau national.
Au second tour, Erwann Binet et Carméla Lo Curto-Cino (Union de la Gauche) sont élus avec 54,83 % des suffrages exprimés et un taux de participation de 47,5 % (6 253 voix pour 12 634 votants et 26 597 inscrits).

#### Élections de juin 2021
Le premier tour des élections départementales de 2021 est marqué par un très faible taux de participation (33,26 % au niveau national). Dans le canton de Vienne-1, ce taux de participation est de 30,67 % (8 544 votants sur 27 861 inscrits) contre 31,88 % au niveau départemental. À l'issue de ce premier tour, deux binômes sont en ballottage : Christophe Charles et Martine Faïta (DVD, 44,91 %) et Erwann Binet et Elise Henaux-Varvier (Union à gauche avec des écologistes, 34,67 %).
Le second tour des élections est marqué une nouvelle fois par une abstention massive équivalente au premier tour. Les taux de participation sont de 34,36 % au niveau national, 32,23 % dans le département et 32,5 % dans le canton de Vienne-1. Christophe Charles et Martine Faïta (DVD) sont élus avec 61,02 % des suffrages exprimés (5 185 voix pour 9 057 votants et 27 870 inscrits),,.

## Composition
| Nom                            | Code Insee | Intercommunalité                 | Superficie (km2) | Population (dernière pop. légale)                | Densité (hab./km2) | Modifier                                    |
| ------------------------------ | ---------- | -------------------------------- | ---------------- | ------------------------------------------------ | ------------------ | ------------------------------------------- |
| Vienne (bureau centralisateur) | 38544      | CA Vienne Condrieu Agglomération | 22,65            | Fraction : 17 606 (2022) Commune : 31 555 (2022) | 1 393              | modifier les données · modifier les données |
| Chasse-sur-Rhône               | 38087      | CA Vienne Condrieu Agglomération | 7,91             | 6 484 (2022)                                     | 820                | modifier les données · modifier les données |
| Chuzelles                      | 38110      | CA Vienne Condrieu Agglomération | 13,03            | 2 347 (2022)                                     | 180                | modifier les données · modifier les données |
| Luzinay                        | 38215      | CA Vienne Condrieu Agglomération | 18,96            | 2 438 (2022)                                     | 129                | modifier les données · modifier les données |
| Moidieu-Détourbe               | 38238      | CA Vienne Condrieu Agglomération | 18,04            | 1 971 (2022)                                     | 109                | modifier les données · modifier les données |
| Pont-Évêque                    | 38318      | CA Vienne Condrieu Agglomération | 8,76             | 5 843 (2022)                                     | 667                | modifier les données · modifier les données |
| Septème                        | 38480      | CA Vienne Condrieu Agglomération | 21,55            | 2 153 (2022)                                     | 100                | modifier les données · modifier les données |
| Serpaize                       | 38484      | CA Vienne Condrieu Agglomération | 11,71            | 2 100 (2022)                                     | 179                | modifier les données · modifier les données |
| Seyssuel                       | 38487      | CA Vienne Condrieu Agglomération | 9,75             | 2 168 (2022)                                     | 222                | modifier les données · modifier les données |
| Villette-de-Vienne             | 38558      | CA Vienne Condrieu Agglomération | 11,03            | 1 979 (2022)                                     | 179                | modifier les données · modifier les données |
| Canton de Vienne-1             | 3827       |                                  |                  | 45 089 (2022)                                    |                    | modifier les données                        |

Le canton de Vienne-1 comprend :
1. neuf communes entières,
2. la partie de la commune de Vienne située au nord d'une ligne définie par l'axe des voies et limites suivantes : depuis la limite territoriale de la commune de Jardin, avenue Jean-Monnet, chemin de Saint-Benoît, chemin de Montléans, chemin des Maladières, chemin de l'Octroi, rue de Pipet, place Jouvenet, rue des Ursulines, rue Schneider, rue Nicolas-Chorier, rue Mermet, montée Timon, place Aristide-Briand, rue de la Table-Ronde, place du Jeu-de-Paume, place Saint-Louis, route départementale 502, pont de Lattre-de-Tassigny, cours du Rhône.

## Démographie
En 2022, le canton comptait 45 089 habitants, en évolution de +9,78 % par rapport à 2016 (Isère : +3,07 %, France hors Mayotte : +2,11 %).
| 2013   | 2018   | 2022   |
| ------ | ------ | ------ |
| 40 015 | 41 927 | 45 089 |